# Priyanca Radhakrishnan

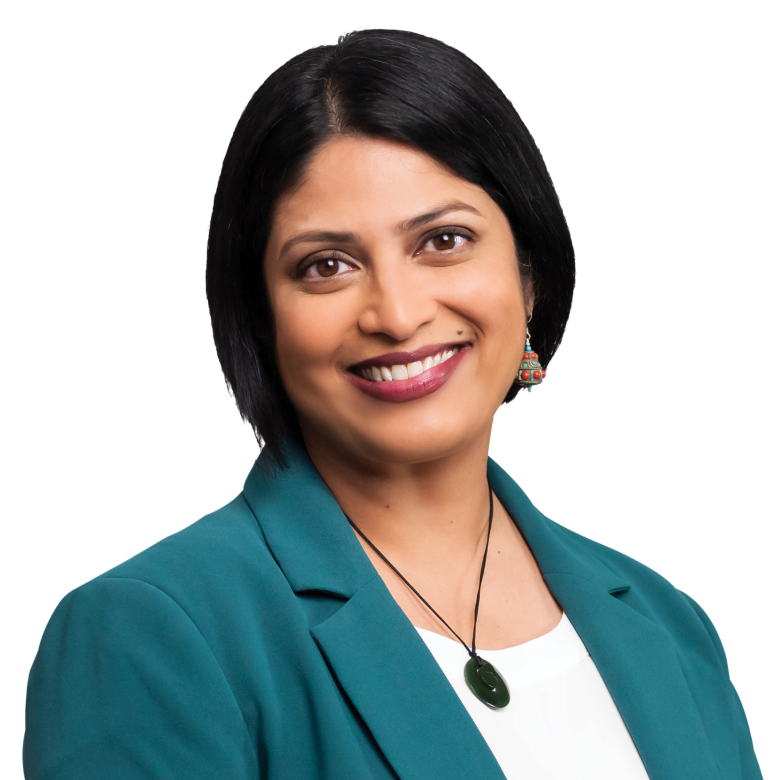
Priyanca Radhakrishnan (2023)

Priyanca Radhakrishnan (* 1979 in Chennai, Tamil Nadu, Indien) ist eine indisch-abstämmige neuseeländische Politikerin der New Zealand Labour Party.

## Leben
Priyanca Radhakrishnan wurde 1979 als Tochter der Eheleute Paravoor Madavanaparambu Raman Radhakrishnan und Usha in Chennai in Indien geboren. Ihr Urgroßvater war ein dem linken Spektrum zuzuordnender Politiker des Landes, der eine entscheidende Rolle bei der Gründung des indischen Bundesstaates Kerala in den 1940er Jahren spielte. Radhakrishnan selbst wuchs in Singapur auf und siedelte später in Neuseeland, wo sie an der Victoria University of Wellington ihr Studium mit dem Masters in Development Studies abschloss.

## Politische Karriere
Bei den Parlamentswahlen im September 2017 konnte Radhakrishnan einen Parlamentssitz über die Liste ihrer Partei gewinnen und zog damit am 23. September 2017 erstmals ins New Zealand Parliament ein. Im Juni 2019 wurde ihr die Position des Parliamentary Private Secretary for Ethnic Affairs übertragen und im Oktober 2020 gewann sie einen Sitz in der Direktwahl für den Wahlbezirk Maungakiekie und konnte damit ihre bis dahin geleistete Parlamentsarbeit bestätigen.
Mit der Bestätigung der Regierung von Jacinda Ardern durch die Parlamentswahl im Oktober 2020 entschied Ardern Radhakrishnan erstmals mit einem Ministeramt zu betrauen.

### Ministerämter in der Regierung Ardern
Ministeramt im 2. Kabinett von Jacinda Ardern:

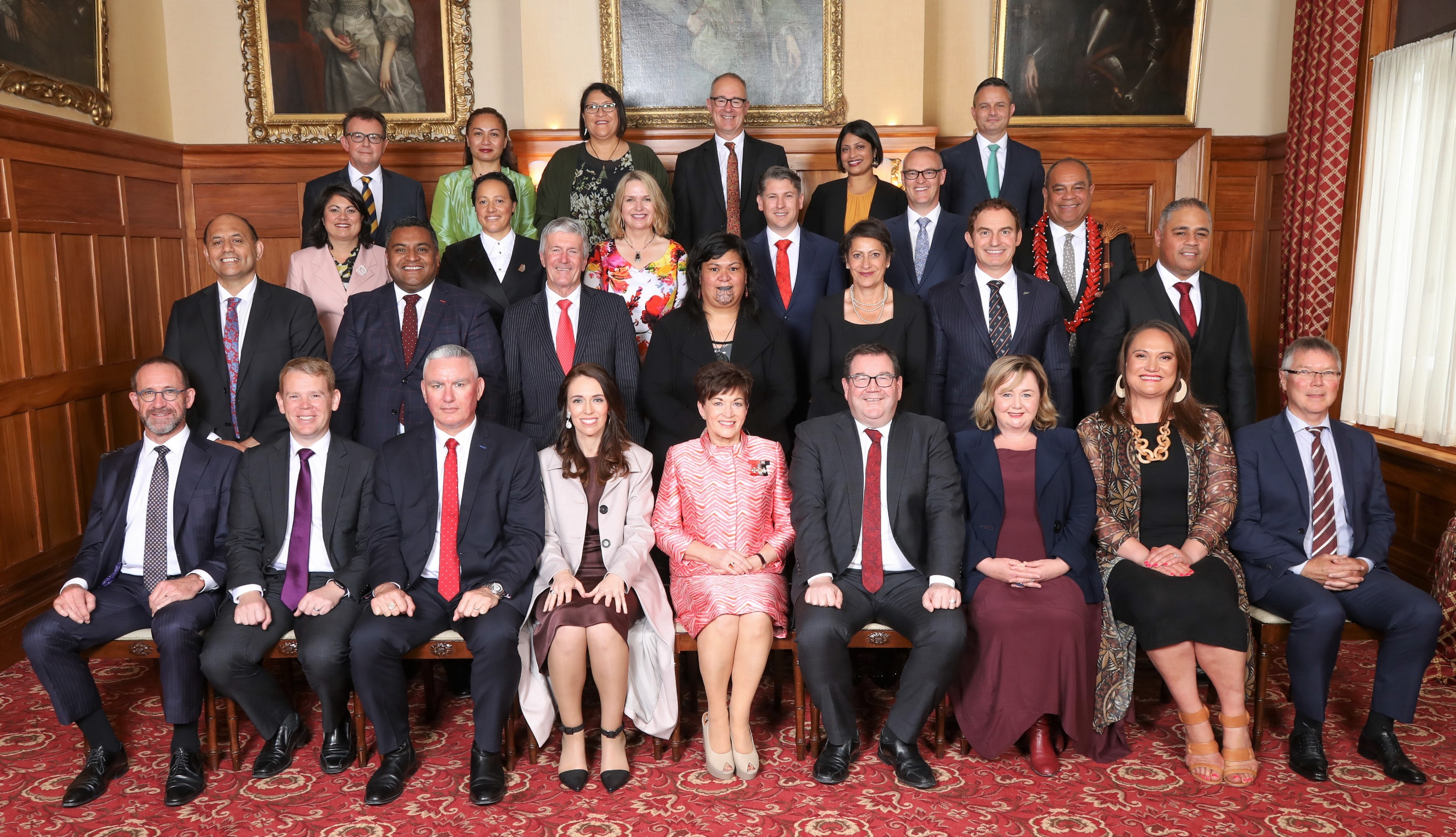
Priyanca Radhakrishnan (2020)
2. von rechts in der vierten Reihe

| Minister                                                 | vom              | bis             |
| -------------------------------------------------------- | ---------------- | --------------- |
| Minister for Youth                                       | 6. November 2020 | 25. Januar 2023 |
| Minister for the Community and Voluntary Sector          | 6. November 2020 | 25. Januar 2023 |
| Minister for Diversity, Inclusion and Ethnic Communities | 6. November 2020 | 25. Januar 2023 |
| Associate Minister for Social Development and Employment | 6. November 2020 | 25. Januar 2023 |
| Associate Minister for Workplace Relations and Safety    | 14. Juni 2022    | 25. Januar 2023 |

### Ministerämter in der Regierung Hipkins
Mit dem Rücktritt von Jacinda Ardern als Premierministerin in der laufenden Legislaturperiode und der Übernahme des Amtes durch ihren Parteikollegen Chris Hipkins am 25. Januar 2023, blieben die Ministerämter von Radhakrishnan unverändert.
| Minister                                                 | vom             | bis               |
| -------------------------------------------------------- | --------------- | ----------------- |
| Minister for Youth                                       | 25. Januar 2023 | 1. Februar 2023   |
| Minister for the Community and Voluntary Sector          | 25. Januar 2023 | 27. November 2023 |
| Minister for Diversity, Inclusion and Ethnic Communities | 25. Januar 2023 | 27. November 2023 |
| Associate Minister for Social Development and Employment | 25. Januar 2023 | 27. November 2023 |
| Associate Minister for Workplace Relations and Safety    | 25. Januar 2023 | 27. November 2023 |
| Minister for Disability Issues                           | 1. Februar 2023 | 27. November 2023 |

Quellen: Department of the Prime Minister and Cabinet New Zealand Parliament
Mit der nachfolgenden regulären Parlamentswahl, die am 14. Oktober 2023 stattfand, verlor die Labour Party ihre Regierungsmehrheit an die New Zealand National Party. Radhakrishnan konnte ihren Wahlkreis Maungakiekie nicht wiedergewinnen und musste sich mit dem zweiten Platz zufriedengeben. Ihr Platz im Parlament war aber über die Liste ihrer Partei abgesichert.